# Germain Audebert
Pour les articles homonymes, voir Audebert.
Germain Audebert (en latin : Germanus Audebertus) est un humaniste, magistrat et poète français né à Orléans le 3 mars 1518, et mort dans la même ville le 15 décembre 1598 .

## Biographie
Il commence à faire ses études d'humanités et de philosophie. En 1539 il se rend en Italie pour étudier le droit, et à Bologne où il est élève d'André Alciat pendant trois ans. Il visite ensuite l'Italie pour rencontrer tous les savants qui avaient de la réputation. Il en revint si content qu'il a écrit des poésies latines pour décrire les villes de Venise, Rome et Naples. Pour le remercier, le sénat de Venise lui a envoyé le collier de l'ordre des Chevaliers de Saint-Marc qui lui a été remis par l'ambassadeur de cette république. Le pape Grégoire XIII  l'a créé chevalier et citoyen romain. Henri III lui a donné pour lui et sa postérité des titres de noblesse.
Germain Audebert a toujours été un élu d'Orléans. Après la création dans chaque élection par le roi d'un président et d'un lieutenant. En récompense de son talent, le roi lui a accordé les deux charges tant qu'il vivrait.
Il a été l'ami de Théodore de Bèze, de Louis Alleaume, de Scévole de Sainte-Marthe.
D'après un manuscrit de sa fille, il serait mort le vendredi 11 décembre 1598 ; le site de la Bibliothèque nationale de France donne le 15 décembre, Pierre Bayle et Jean-Pierre Niceron donnent le 24 décembre d'après l'épitaphe. Son fils, Nicolas Audebert, conseiller au parlement de Bretagne, meurt cinq jours après son père. Ils ont été inhumés dans le cimetière de Sainte-Croix d'Orléans. On trouvait son épitaphe sur le mur de la galerie du charnier :
Cy gist Messire Germain Audebert, natif de cette ville d'Orléans, Prince des Poètes de son temps, qui pour sa seule vertu fut annobli, lui & les siens naiz & à naître, par le très-Chrétien Roy de France & de Pologne Henri III & fait Chevalier. Et pour comble d'honneur sa Majesté lui donna deux fleurs de Lys d'Or pour mettre au chef de ses armes, pour la décoration d'icelles. Notre Saint-Père le pape Grégoire XIII & le Duc  & Seigneurie de Venise le firent pareillement chevalier, & ceux-ci lui envoyèrent par leur Ambassadeur l'Orde de S. Marc jusques en France. Et nonobstant ces grands honneurs, il s'est toujours plû à exercer l'état d'Élû dans cette Élection l'espace de 50 ans, et il était amateur de sa patrie. Ce que considérant sadite Majesté, ayant créé & érigé  un Président & un Lieutenant en chaque Élection de France, exempta ledit Messire Germain Audebert, & voulut qu'il présidât & precedât l'un & l'autre. Il a écrit trois livres de Venise, un de Rome, un de Naples, deux Sylves, trépassa l'an 1598. Le 24 décembre, âgé de 80 ans, ou environ.
Une épigramme de Théodore de Bèze, De sua in Candidam & Audebertum benevolentia dans des poèmes de sa jeunesse ont amené des opposants à Théodore de Bèze à l'accuser d'un crime à partir d'une interprétation maligne d'expressions d'amitié et de tendresse. Scévole de Sainte-Marthe a écrit son éloge.

## Publications
- Venetiæ, Alde Manuce, Venise, 1583.
- Roma,  apud Jacobum du Puys, Paris, 1585 (lire en ligne)
- Parthenope, Jacques Du Puis, Paris, 1585.
- Germani Audeberti Aurelii Venetiae ad sereniss. ac sapientiss. venetiarum  principem Nicolaum Deponte et illustriss. atq prudentiss. senatores patriciosq. venetos, apud Adum, Venise, 1583
- Germani Audeberti Aurelii, Galliarum regis, ac D. Marci Veneti equitis torquati : Venetiæ, Roma, Parthenope. Postrema editio ab auctore ante obitum recognita & emendata, apud Cl. Marnium et haeredes J. Aubrii, Hanau, 1603 (2e édition (lire en ligne)

## Hommage
Il existe une allée Germain Audebert à Orléans.